# Julian Dennison
Julian Dennison (Lower Hutt, 26 ottobre 2002) è un attore neozelandese.

## Biografia
Julian Dennison nasce e cresce a Lower Hutt, in Nuova Zelanda; ha tre fratelli, due maggiori e uno gemello. Dennison ha discendenze Maori ed è un membro della tribù degli Ngāti Hāua.
Frequenta la Naenae Primary School, dove ottiene il suo primo ruolo da attore grazie a dei provini aperti, per il film Shopping (2013). Nello stesso anno è protagonista di una campagna di utilità sociale sulla guida in stato di ebbrezza diretta da Taika Waititi e diffusa in Australia e Nuova Zelanda.
Nel 2016 è protagonista del film Selvaggi in fuga diretto da Taika Waititi, il quale ha selezionato Dennison senza bisogno di provini; il film diventa il più grande successo commerciale nella Nuova Zelanda ed ottiene anche un buon successo nel resto del mondo.
Nel 2018 interpreta il mutante Russell Collins / Firefist nel film Deadpool 2, per il quale viene scelto grazie alla sua prova nel film Selvaggi in fuga e per l'amicizia che lega il regista David Leitch a Taika Waititi. Nel giugno 2018 viene annunciato nel cast del film Godzilla vs. Kong (2021).

## Filmografia

### Attore

#### Cinema
- Shopping, regia di Mark Albiston e Louis Sutherland (2013)
- Paper Planes - Ai confini del cielo (Paper Planes), regia di Robert Connolly (2014)
- Selvaggi in fuga (Hunt for the Wilderpeople), regia di Taika Waititi (2016)
- Chronesthesia, regia di Hayden J. Weal (2016)
- Deadpool 2, regia di David Leitch (2018) – Russell Collins / Firefist
- Find your Aussie Magic, regia di Zane Pearson - cortometraggio (2018)
- Qualcuno salvi il Natale 2 (The Christmas Chronicles 2), regia di Chris Columbus (2020)
- Godzilla vs. Kong, regia di Adam Wingard (2021)
- Y2K, regia di Kyle Mooney (2024)
- Dragon Trainer (How to Train Your Dragon), regia di Dean DeBlois (2025)

### Doppiatore
- Gli acchiappamostri (The Strange Chores) – serie animata, 26 episodi (2019-2023)

## Riconoscimenti
- 2013 – New Zealand Film and TV Awards
  - Miglior attore non protagonista per Shopping
- 2016 – New Zealand Film and TV Awards
  - Miglior attore per Selvaggi in fuga
- 2016 – San Diego Film Critics Society Awards
  - Candidatura per il miglior artista emergente per Selvaggi in fuga
  - Candidatura per la miglior performance comica per Selvaggi in fuga
- 2017 – Saturn Award
  - Candidatura per il miglior attore emergente per Selvaggi in fuga
- 2017 – Empire Awards
  - Candidatura per il miglior debutto per Selvaggi in fuga

## Doppiatori italiani
Nelle versioni in italiano delle opere in cui ha recitato, Dennison è stato doppiato da:
- Lorenzo Crisci in Godzilla vs. Kong, Y2K: La rivolta digitale, Dragon Trainer
- Tommaso Di Giacomo in Deadpool 2
- Riccardo Suarez in Qualcuno salvi il Natale 2